# Setacci molecolari

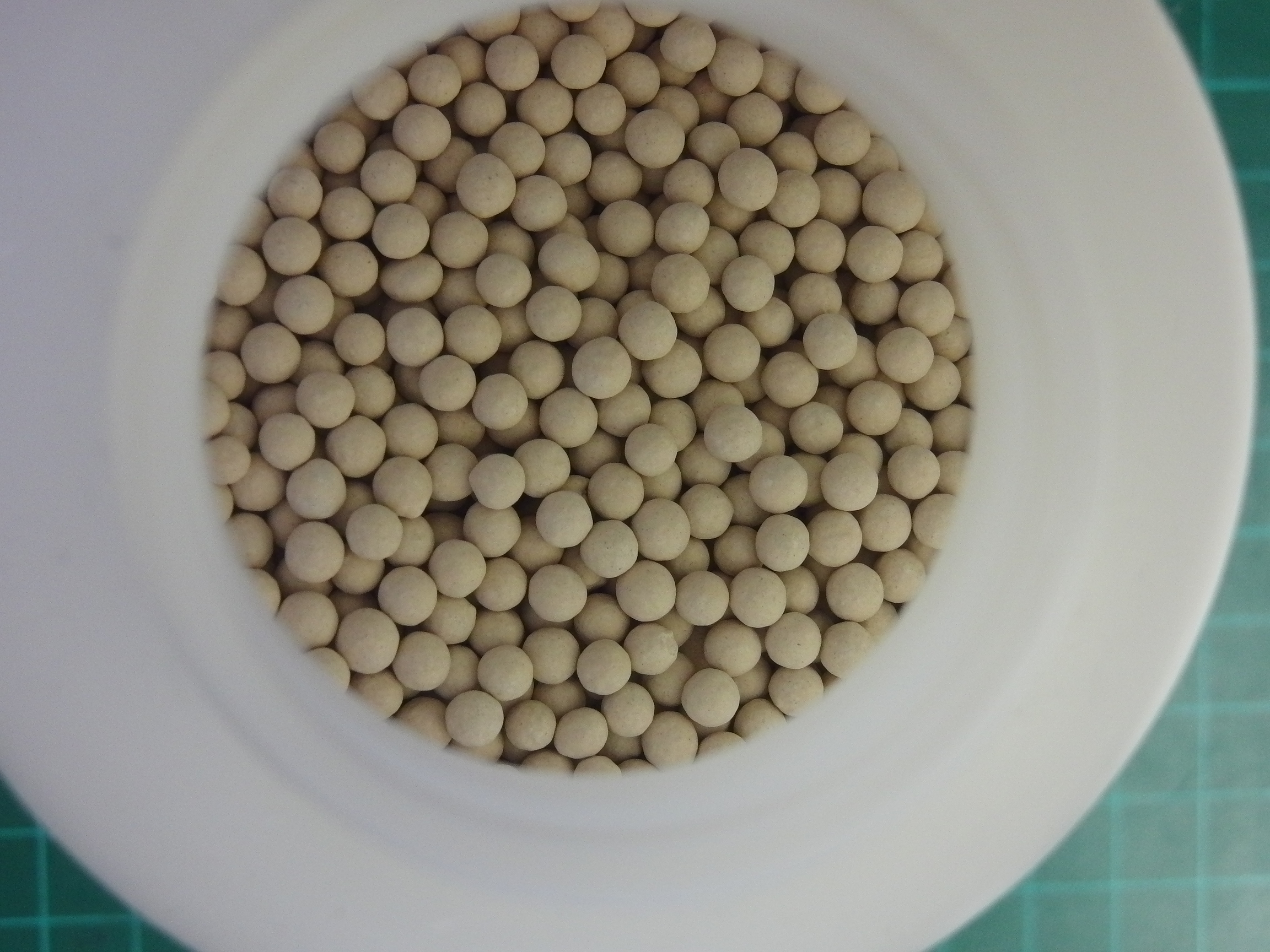
Setacci molecolari 4A

I setacci molecolari sono materiali che possono separare molecole in base alle dimensioni. Questa capacità è basata sulla presenza nel materiale di minuscoli pori di dimensione esatta e uniforme, con un diametro compreso tra 3 e 10 Å a seconda del materiale. I setacci molecolari hanno un'area superficiale molto elevata all'interno dei pori (600–700 m2/g). Le molecole con dimensioni maggiori dei pori non possono entrare nel materiale. Le molecole con dimensioni abbastanza piccole da penetrare attraverso i pori possono entrare nel materiale; in genere molecole polari sono adsorbite sulla superficie interna dei pori e restano intrappolate, mentre molecole apolari non sono trattenute. 
I materiali più utilizzati come setacci molecolari sono alluminosilicati e in particolare le zeoliti, sia naturali che sintetiche (permutiti). Altri materiali come alluminofosfati o cianocomplessi polimerici hanno una struttura porosa in linea di principio adatta come setacci molecolari, ma sinora non sono stati utilizzati in applicazioni tecniche.

## Tipologie principali
- 3A (diametro dei pori 3 Å): Adsorbe NH3, H2O, (non C2H6). Utile per seccare liquidi polari.
- 4A (diametro dei pori 4 Å): Adsorbe H2O, CO2, SO2, H2S, C2H4, C2H6, C3H6, etanolo. Non assorbe C3H8 e idrocarburi superiori. Utile per seccare liquidi e gas non polari.
- 5A (diametro dei pori 5 Å): Adsorbe idrocarburi lineari fino a n-C4H10, alcoli fino a C4H9OH, mercaptani fino a C4H9SH. Non vengono adsorbiti isoidrocarburi e strutture ad anello con più di quattro atomi di carbonio.
- 10x (diametro dei pori 8 Å): Adsorbe idrocarburi ramificati e aromatici. Utili per seccare gas.
- 13x (diametro dei pori 10 Å): Adsorbe di-n-butilammina (ma non la tri-n-butilammina). Utile per seccare HMPA.[1]

## Utilizzi
I setacci molecolari sono disponibili in commercio come polveri, barre o perline, e sono usati comunemente in varie applicazioni tecnologiche:
- come essiccanti, per rimuovere acqua sia da solventi che da gas, sia in campo industriale che in laboratorio; ad esempio l'acqua è una molecola piccola e polare, che può facilmente entrare attraverso i pori di un setaccio molecolare scelto opportunamente, rimanendovi intrappolata; una volta esauriti, i setacci molecolari possono in genere essere rigenerati facilmente rimuovendo l'acqua adsorbita per riscaldamento (130–250 °C) sotto vuoto;
- per la purificazione di gas; esistono molti utilizzi in questo campo: ad esempio i setacci molecolari sono usati per rimuovere CO2, H2S e prodotti azotati dal gas naturale;
- per la separazione di gas, per la separazione di alcani lineari da isoalcani;
- per separazioni in fase liquida; ad esempio per isolare idrocarburi C5–C11 dalla nafta, o per separare fruttosio da saccarosio e altri zuccheri.